# Жосалинський сільський округ (Торебай-бі)
Жосали́нський сільський округ (каз. Жосалы ауылдық округі, рос. Жосалинский сельский округ) — адміністративна одиниця у складі Кармакшинського району Кизилординської області Казахстану. Адміністративний центр та єдиний населений пункт — село Торебай-бі.
Населення — 468 осіб (2021; 526 у 2009, 869 у 1999, 957 у 1989).
Станом на 1989 рік існувала Кизилжулдизька сільська рада (село Джусали).